# Onechte gordelstaarthagedissen
Onechte gordelstaarthagedissen (Pseudocordylus) zijn een geslacht van hagedissen uit de familie gordelstaarthagedissen (Cordylidae).

## Naam en indeling
De groep werd voor het eerst wetenschappelijk beschreven door Andrew Smith in 1838. Het eerste deel van de geslachtsnaam pseudocordylus betekent 'nep', het woord cordylus komt uit het Grieks (kordylē) en betekent 'zwelling'.
Het geslacht bestaat uit zes soorten die anatomisch en genetisch erg nauw verwant zijn aan de andere soorten uit hun familie. Uit onderzoek bleek dat, hoewel uiterlijk erg verschillend, Chamaesaura, Cordylus en Pseudocordylus eigenlijk tot hetzelfde geslacht behoren.

## Verspreiding en habitat
De zes soorten uit dit geslacht leven in de bergen van Zuid-Afrika. Het zijn bewoners van droge, rotsige omgevingen. Vier soorten komen endemisch voor in Zuid-Afrika, twee soorten komen daarnaast voor in het kleine land Lesotho, dat geheel omsloten is door Zuid-Afrika.

## Uiterlijke kenmerken
Bij sommige soorten zoals de drakensberggordelstaarthagedis is er sprake van seksueel dimorfisme. De mannetjes worden groter dan de vrouwtjes en ze hebben zeer felle kleuren. De kleur van de vrouwtjes en juvenielen is bruin tot bijna zwart met lichtere strepen en vlekken.
De lichaamslengte bedraagt ongeveer 7,5 tot 15 centimeter, de staart is anderhalf keer zo lang als het lichaam. De staart is voorzien van stekels maar deze worden niet zo lang als bij de echte gordelstaarthagedissen (geslacht Cordylus).

## Levenswijze
Het voedsel bestaat uit allerlei insecten zoals mieren, sprinkhanen en kevers, daarnaast worden ook plantendelen gegeten. De behoefte aan plantaardig materiaal verschilt per soort, vooral Lang's gordelstaarthagedis eet relatief veel planten. Onder andere bloesem, jonge scheuten en bessen worden gegeten maar ook korstmossen staan op het menu.
Alle soorten zijn eierlevendbarend, per keer worden meestal twee tot drie jongen geboren. De jongen zijn al direct zelfstandig, ze groeien langzaam en zijn soms pas na twee jaar volwassen.

## Soortenlijst

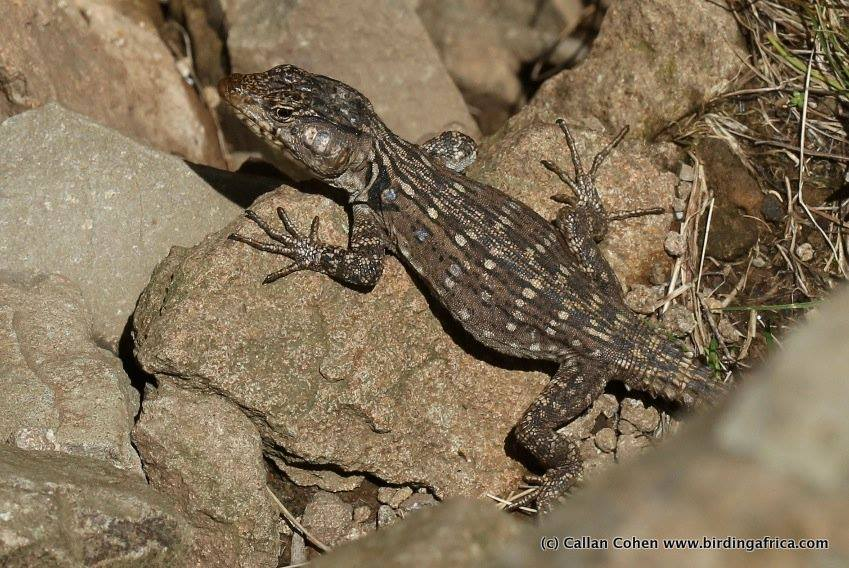
Lang's gordelstaarthagedis
(Pseudocordylus langi)

| Soorten uit het geslacht Pseudocordylus                       | Soorten uit het geslacht Pseudocordylus | Soorten uit het geslacht Pseudocordylus |
| ------------------------------------------------------------- | --------------------------------------- | --------------------------------------- |
| Naam                                                          | Auteur                                  | Verspreidingsgebied                     |
| Lang's gordelstaarthagedis (Pseudocordylus langi)             | Loveridge, 1944                         | Lesotho, Zuid-Afrika                    |
| Drakensberggordelstaarthagedis (Pseudocordylus melanotus)     | Smith, 1838                             | Zuid-Afrika                             |
| Kleinschubgordelstaarthagedis (Pseudocordylus microlepidotus) | Cuvier, 1829                            | Zuid-Afrika                             |
| Stekelige gordelstaarthagedis (Pseudocordylus spinosus)       | FitzSimons, 1947                        | Zuid-Afrika                             |
| Pseudocordylus subviridis                                     | Smith, 1838                             | Lesotho, Zuid-Afrika                    |
| Pseudocordylus transvaalensis                                 | FitzSimons, 1943                        | Zuid-Afrika                             |